# Polystachya fischeri
Polystachya fischeri là một loài thực vật có hoa trong họ Lan. Loài này được Rchb.f. ex Kraenzl. miêu tả khoa học đầu tiên năm 1926.